# 森特鎮區 (堪薩斯州米切爾縣)
森特鎮區（英語：Center Township）為美國堪薩斯州米切爾縣轄下的鎮區。2010年美国人口普查中該鎮區人口有39人。

## 地理
森特鎮區涵蓋總面積為92.91平方（35.87平方英里），其中92.91平方（35.87平方英里）為陸地，0.00平方（0平方英里）或0.00%為水域。海拔高度455（1,493英尺）。

## 人口統計
根據2010年美國人口普查，森特鎮區人口有39人，住房21戶，人口密度為0.42人/每平方公里。此鎮區居民之種族中，白人有39人，非裔美國人有0人，美洲原住民有0人，亞裔美國人有0人，太平洋島裔美國人有0人，其他種族有0人，混血種族則有0人。此外此鎮區有0人為西班牙裔或拉丁裔美國人。